# Polnischer Oktober

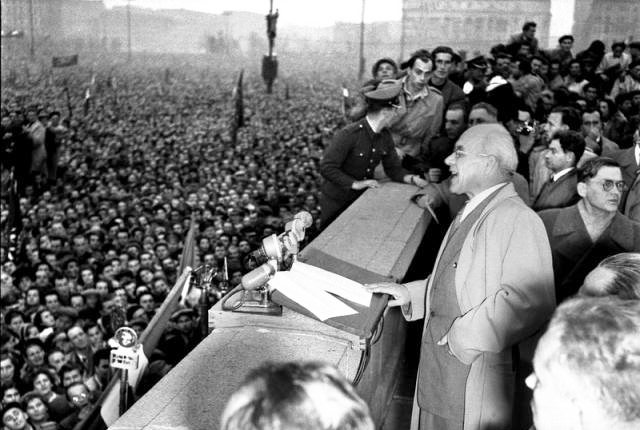
Gomułkas Rede am 24. Oktober 1956

Der  Polnische Oktober bezeichnet eine Lockerung des politischen Klimas in der Volksrepublik Polen, die ihren Höhepunkt im Oktober 1956 erreichte. Die Vorgeschichte reicht bis in die Zeit nach dem Tode Josef Stalins am 5. März 1953 zurück.

## Vorgeschichte
Im Jahr 1954 erschien Ilja Ehrenburgs letzter Roman „Tauwetter“, der dann der Lockerung bzw. Tauwetter-Periode in Osteuropa ihren Namen gab. Nach Stalins Tod wurde auch in Polen eine langsame Öffnung des politischen Klimas spürbar. Viele politische Häftlinge verließen die Gefängniszellen. Der Kardinal Stefan Wyszyński wurde aus seiner Internierung befreit und wurde stürmisch begrüßt. Die Zensur wurde gelockert. Das Wochenblatt der Jugend Po prostu (deutsch: Einfach), bisher ein langweiliges Parteiorgan, wurde unter der Schriftleitung von Eligiusz Lasota zur Tribüne der jungen Reformer.
Auf dem XX. Parteitag der KPdSU (14. bis 26. Februar 1956) hielt Nikita Chruschtschow eine Geheimrede mit scharfer Kritik an Stalin. Der 1. Sekretär der PVAP, Bolesław Bierut, erkrankte während des Kongresses und starb noch in Moskau am 12. März 1956. Nach seiner Beerdigung wurde in Polen der Text der Geheimrede vom Zentralkomitee der Polnischen Vereinigten Arbeiterpartei (PVAP) intern über 3.000-mal vervielfältigt und jedem lokalen Parteigremium zur Verfügung gestellt. Eines dieser Exemplare gelangte auch über einen Mossad-Agenten an die CIA und das US State Department. In Polen sorgte der Text der Rede für Erschütterung und führte zu vielfach kritischen Fragen und Diskussionen.
Am 28. Juni 1956 kam es in Posen zum Aufstand der Arbeiter der Lokomotivwerke. Die Sicherheitskräfte schlugen die Proteste gewaltsam nieder, dabei starben mindestens 73 Menschen, die meisten davon Demonstranten. Die Lage wurde immer angespannter. In zahlreichen Fabriken widersetzten sich die Arbeiter den Betriebsleitern, setzten die von der kommunistischen Partei eingesetzten Direktoren in Schubkarren, schoben sie zum Werkstor hinaus und zeigten so die Macht der Arbeiterklasse.

## Die Ereignisse im Oktober 1956
Am 19. Oktober 1956 begann die 8. Plenarsitzung des Zentralkomitees der PVAP. Am Vortag der Sitzung kam unerwartet Chruschtschow nach Warschau. Einheiten der Sowjetarmee in Polen begannen, in Richtung Warschau vorzurücken.
Am 21. Oktober wurde Władysław Gomułka, der ehemalige 1. Parteisekretär und Häftling unter Bierut, zum neuen 1. Sekretär gewählt. Gomułka hielt am 24. Oktober auf dem Platz vor dem Warschauer Kulturpalast eine Rede vor einigen hunderttausend Warschauern. Der Kommunist wurde plötzlich zum Nationalhelden. Gomułka fuhr am 16. November nach Moskau und kam am 18. November mit vielen Zugeständnissen seitens der sowjetischen Führung zurück. Unter anderem wurden viele polnische Bürger aus der Verbannung in Kasachstan befreit.
Der sowjetische Marschall Rokossowski, Oberbefehlshaber der polnischen Armee, verließ eilig Warschau. Ihm folgten viele sowjetische Offiziere in polnischen Uniformen. Die Stadt Stalinogród wurde in Katowice zurückbenannt. Die Bauern mussten nicht mehr den Kollektivgenossenschaften beitreten, bestehende Genossenschaften wurden oft aufgelöst. Tausende politischer Häftlinge wurden gerichtlich rehabilitiert. 
Die Freude der polnischen Demokratiebewegung wurde durch Nachrichten aus Budapest getrübt. Die Polen spendeten Blut für die Opfer des Ungarn-Aufstandes.

## Ende des „Tauwetters“ und Nachwirkungen
Die Tauwetter-Periode dauerte nicht lange. Schon 1957 wurde die Wochenzeitung Po prostu wegen Abweichung von den Parteirichtlinien geschlossen. Gomułka fehlte die Entschlossenheit, um die Reformen voranzutreiben. Das Land versank in der Folgezeit in Stagnation. Gomułka fand keinen Ausweg aus der sich ständig verschlechternden Lage. Ein Jahrzehnt später kam es zu den März-Unruhen 1968, schließlich zum Aufstand vom Dezember 1970, der den Sturz der Parteiführung am 19. Dezember 1970 verursachte.